# Symbiopsychotaxiplasm
Symbiopsychotaxiplasm: Take One és un documental experimental de 1968 escrit i dirigit pel director afroamericà William Greaves. El film es presenta com una peça de cinéma vérité, que intenta capturar i examinar la realitat d'un rodatge emprant una narrativa de documental dins d'un documental dins d'un documental.
El 2015 la Biblioteca del Congrés dels Estats Units la va seleccionar per tal de preservar-la en el National Film Registry, atesa la seva rellevància cultural, històrica i estètica.

## Desenvolupament
Greaves va concebre el film aplicant el Principi d'Incertesa de l'Heisenberg a un projecte personal anterior, en el qual documentava un grup d'actors durant el procés d'audició per a un paper. Descontent amb l'estil d'interpretació de Hollywood, Greaves va intentar mostrar la "realitat" tal com realment és, desenfadada i espontània, i no quelcom encarcarat i enfocat a la càmera.
El film es va finançar independentment per un dels antics estudiants de Greaves al National Film Board of Canada i The Actors Studio. El títol ve de la fascinació de Greaves pels conceptes científics. Concretament, el terme "Symbiotaxiplasm" apareix en el llibre d'Arthur F. Bentley Inquiry into Inquiries: Essays in Social Theory, el qual Greaves va descriure com "aquells esdeveniments que transpiren en el decurs d'una vida que tenen un impacte en la consciència i la psique de l'ésser humà corrent, i com aquest també controla o efectua canvis o té un impacte en l'entorn". Afegint el prefix "psycho-" a la barreja, Greaves emfasitza l'estat mental afectat per aquells esdeveniments.

## Symbiopsychotaxiplasm: Take One
Greaves va rodar Symbiopsychotaxiplasm: Take One (llavors anomenat senzillament Symbiopsychotaxiplasm) el 1968 a Central Park, Nova York. Va convidar actors que coneixia de la seva feina a The Actors Studio, i va contractar tres equips de rodatge, cadascun amb un objectiu específic. Greaves indica al primer equip que filmi només els actors, al segon equip que s'encarregui d'enregistrar el primer, i finalment ordena al tercer que documenti qualsevol cosa que encaixi en la temàtica general del film (segons el director, "la sexualitat"), incloent-hi els actors, els altres dos equips tècnics i qualsevol passavolant o espectador incidental. Així doncs, el film es tractaria en principi d'un documental sobre el rodatge d'una pel·lícula, que puntualment titula Over the Cliff, però cap membre de l'equip no en coneix ni el contingut ni l'estructura final, més enllà d'una descripció vaga.

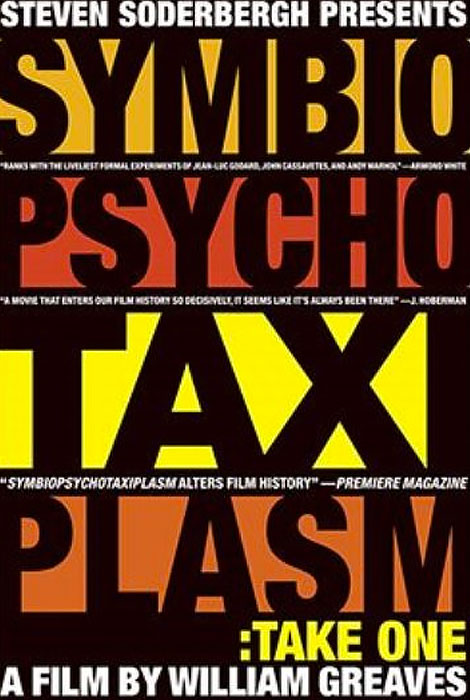
Cartell de l'estrena de 2005.

L'acció del rodatge se centra al voltant de dos actors que interpreten una discussió de parella. El director obliga a repetir l'escena una vegada rere l'altra sense donar indicacions clares, i per a acabar d'embolicar la troca, es mostra esquiu, erràtic, tot i que convençut. En un moment donat Greaves diu "jo represento l'establishment", i tot plegat fa pensar que la intenció oculta del director és provocar una mena de contestació del personal contra la pròpia jerarquia del rodatge, com així acaba passant a la vista de l'espectador. La complexitat i ambigüitat del resultat final és ressaltada per les tècniques d'edició del director, que inclou pantalles partides que mostren fins a tres punts de vista simultanis.

## Estrena
Un cop enllestida la pel·lícula el 1971, Greaves va intentar assegurar-ne el finançament per tal d'estrenar-la en sales, però la naturalesa experimental d'aquesta ho feu virtualment impossible. Això va provocar que Greaves abandonés el projecte de realitzar-ne quatre seqüeles. Greaves va guardar-ne els negatius originals i va exhibir-la a festivals de cinema i museus tant com va poder.
Amb el pas del temps la pel·lícula va guanyar-se un estatus de culte, i fou l'actor Steve Buscemi qui va parar-hi esment durant una projecció al festival Sundance Film Festival, el 1992. El director Steven Soderbergh es va unir a Buscemi i Greaves, i tots tres varen assegurar-ne els canals de distribució així com el finançament d'una seqüela.
Després d'anys en el llimbs, la pel·lícula es va estrenar en sales i es va publicar en DVD el 2006, acompanyada d'una seqüela, Symbiopsychotaxiplasm: Take 2¹⁄₂, la qual continuava la narrativa de dos actors del film original, trenta-cinc anys més tard.

## Recepció crítica
Al llarg de la seva història, Symbiopsychotaxiplasm ha rebut nombroses crítiques positives. El crític Manohla Dargis del diari New York Times va trobar la pel·lícula "molt entretinguda, i a estones reveladora, per tal com mostra la tensió creativa d'un rodatge entre la visió individual i el comportament col·lectiu". Jeffery Anderson de CombustibleCelluloid.com ha descrit la pel·lícula com "un trencaclosques sense resposta, essent-ne el director l'element més fascinant de tots. No sembla que sàpiga realment el què es fa. Però potser sí?".
Al parer de Steven Soderbergh, gran defensor de la pel·lícula:
| « | Com podeu imaginar, vaig pensar que era una de les coses més fantàstiques que havia vist mai. No m'ho creia. No podia creure que fos tan bona, i que no fos famosa, realment famosa. Fins i tot avui dia és avançada al seu temps. És l'obra de "realitat" definitiva. La diferència rau, en aquest cas, en què ningú estava al corrent de la broma. I això mateix és el que la fa tan brillant. En un programa de telerealitat d'avui dia, tothom sap que forma part d'un espectacle i que es crearan conflictes a propòsit. Aquí només s'hi veu una situació on tothom està absolutament convençut que Bill és fora de control i no sap el que es fa, i l'espectador assumeix el paper de càmera oculta. I llavors el motí definitiu s'esdevé. És realment increïble. Penso que quan va rebre aquest material, deuria pensar que els déus del cinema li somreien. | » |